# Khosrov III d'Armènia
Khosrov III el Petit (en armeni Խոսրով Գ Կոտակ Khosrov III Kotak, Kotak significa 'petit') va ser rei d'Armènia de l'any 330 al 339. Portava aquest epítet perquè era un home de poca estatura. Va succeir el seu pare Tiridates III assassinat pels nobles contraris al cristianisme, i va retindre el poder amb el suport del clergat.
Al començament del seu regnat es va produir la rebel·lió del noble Bakur que es va proclamar independent a Altzniq i era aliat dels sassànides, però va ser derrotat pel príncep Valinak de Siunia que va rebre com a recompensa el feu de Bakur i es va casar amb la seva filla, a més del títol de Bdeachkh.
Tres anys després el cap de l'església armènia, Aristanes, el Catolicós de l'Església Armènia i fill de Gregori l'Il·luminador, també va morir assassinat a la Sofene però el seu germà Verthanes va ocupar el seu lloc i encara que va patir també un nou intent d'assassinat, no va reeixir.
Al país hi va haver diversos conflictes civils, dels que no en queden clares les causes. Els senyors feudals Manavazian (senyors de Malazgird) i els Urduni (senyors de l'Ordoru) es van enfrontar durament. El rei va intentar posar pau però no ho va aconseguir i ho va encarregar a Vatxè Mamiconi, que va exterminar les dues cases, i les seves terres van ser repartides en part als bisbes de Mantziciert i Bassèn.
Vatxè Mamiconi i Baanes Amatuni també van derrotar els Bzuni del Beznunik (regió de Khelat) que s'havien aliat als perses, i els van confiscar les terres. El príncep Manadjhir Reixtuní del Reixtunik (sud del llac Van) va combatre els nakharar (nobles) de l'Altzniq però va exercir represàlies sobre els camperols; el bisbe Hakob de Nisibe va intervenir al seu favor, però sense èxit.
Khosrov II va construir a la vora del riu Azat, afluent de l'Araxes, una nova capital, anomenada Dvin per substituir a Vagharxapat i Artàxata, les antigues capitals.
Grigor, fill del patriarca Verthanes, amb l'acord del rei, va anar a Ibèria per evangelitzar el país. També va anar a Aghuània (abans Albània del Caucas) del nom dels habitants els Aluans o Aghuans (abans Albans), però el príncep arsàcida Sanatruk (Sanesan), senyor de la regió de Phaitarakan (la regió a la confluència entre el Kura i l'Araxes) que encara era fidel al zoroastrisme, el va fer presoner i el va martiritzar. Sanatruk va envair a més Armènia ajudat pels alans i altres tribus del Caucas i van assetjar a Khosrov II a la fortalesa de Tariunq (després Bayazid) a la província de Kogovit, però amb l'ajut del Vatxè Mamiconi, Bagrat Bagratuní, Baanes Amatuni, Mehudak Reixtuní, i Garegin Reixtuní va poder-los rebutjar i els invasors van ser derrotats prop de Vagharxapat, i després altre cop davant d'Oixakan (regió d'Aragatsotn), i en aquesta batalla Sanatruk va morir. Els armenis van rebre ajuda dels romans dirigits pel general Antíoc.
Cap a la fi del seu regnat va començar la guerra contra L'Imperi Sassànida. El rei Sapor II va aconseguir ocupar algunes comarques i el general Vatxè Mamiconi va morir en els combats, i més tard va ser canonitzat per l'església armènia. Khosrov va morir l'any 339 i el va succeir el seu fill Tigranes VII.
Khosrov va tenir tres fills:
- Tiran o Tigranes VII rei d'Armènia ;
- Varazdukht, esposa de Pap, filla gran de Hussik;
- Bambischen, esposa d'Atanagines, segona filla d'Hussik ;

Cyril Toumanoff identifica a Tigranes VII i el seu fill Arsaces o Àrsaces II en un sol i únic rei i, per tant, afegeix els fills d'Àrsaces com fills de Khosrov III:
- Artàxies, mort el 338.
- Tiridates, mort per ordre de l'emperador Constanci II.
- Anop, pare del futur rei Varasdat.
- i potser Arshanoysx, casada a Spandarat, príncep de Camsaracans.